# Greenfingers
 Greenfingers és una pel·lícula britànica estrenada el 2001.Pel·lícula dirigida i escrita per Joel Hershman. Està vagament basada en una història real sobre els presoners guardonats a HMP Leyhill, una presó de seguretat en les Cotswolds, Anglaterra.

## Argument
La penitencieria britànica d'Edgefield experimenta un programa inèdit de reinserció de presoners: cada membre del centre ha d'aprendre d'un ofici. Quan Colin (Clive Owen), Fergus (David Kelly), i tres altres empresonats escullen la jardineria i l'horticultura com a disciplina de reinserció, no imaginen en quin punt aquests àmbits seran per a ells font de renaixement. L'ajuda de Georgina Woodhouse (Helen Mirren), experta en horticultura, els permetrà ser candidats al concurs de paisatgistes de la prestigiosa exposició de Hampton Court Palace.

## Repartiment
- Clive Owen: Colin Briggs
- Helen Mirren: Georgina Woodhouse
- David Kelly: Fergus Wilks
- Natasha Little: Primrose Woodhouse
- Warren Clarke: el governador Hodge
- Danny Dyer: Tony
- Adam Fogerty: Raw
- Joseph Paterson: Jimmy
- Peter Guinness: Dudley
- Lucy Punch: Holly
- Sally Edwards: Susan Hodge
- Donald Douglas: Nigel
- Kevin McMonagle: Laurence
- Julie Saunders: Sarah
- Jorden Maxwell: John